# Gendy
 Gendy （ゲンディ、本名：源田 泰章（げんだ やすあき、Yasuaki Genda）、1982年1月27日 - ）は、日本の映画プロデューサー、映画監督、タレント、シンガーソングライター、ラジオパーソナリティ、実業家。長野県諏訪郡下諏訪町出身。源田企画株式会社所属・同代表取締役。

## 来歴
1998年および1999年、茅野高校時代に陸上競技100m走で長野県大会優勝。また、北信越地方（富山県、石川県、福井県、新潟県、長野県）大会で優勝し、全国高等学校総合体育大会に出場した。自身の持つ100m走の最高記録は10秒66。
高校卒業後は山二発條株式会社に勤務。2004年、同社を退職し専門学校ESPミュージカルアカデミーに進学。2005年、映像制作会社Radiant Pictures, Inc.に勤務し、2006年、株式会社エムティーアイに転職。
2012年7月、音楽プロデュース用に準備した曲がUSENの取締役の目に留まり、FM NACK5の大御所パーソナリティ大野勢太郎とのコラボレーションソング「NAKAMA 〜想いはひとつ〜 feat. Seitaro Ohno」でソロ歌手デビュー。
2013年、会社員から独立し、後に映像制作を中心とする源田企画株式会社を設立。
2014年5月、長野県下諏訪観光宣伝特使（第一号）に任命される。
2016年3月、ワーナーミュージック・ジャパンより「信州のうた」でメジャー・デビュー。

メジャー・デビュー以降の自身の音楽活動について『映像作品を制作する上で音楽は非常に重要だと思っており音楽をやめた訳ではないが、自身の音楽においてはメジャーリリースする事が目的であった為、更新する予定はない。また作りたくなったら発表する。』と2019年1月時点で語っている。

## 人物
- Gendyの意味は、本名である源田（GENDA）のGENDと、泰章（YASUAKI）の頭文字Yを足したニックネームである[11]。
- 長野県の観光・文化・歴史等の知識をテストする、第27回信州観光文化検定試験において、2級に合格している[12]。
- 2013年より月1回、長野県伊那市の長野県高遠高等学校にて音楽の特別講師を務めていた[13]。
- 財団法人日本健康開発財団が実施する温泉入浴指導員、温泉ソムリエマスターの資格を取得[14]し、自身の公式ブログで長野県の日帰り温泉を紹介している。
- NHKが運営するアナウンス教室を受講し修了している[15]。

## 主なプロデュース作品

### 映画
- タロット探偵ボブ西田（2016）プロデューサー
- 耳かきランデブー（2017）制作プロデューサー
- 豆腐の角に頭ぶつけて生きる（2017）制作プロデューサー[16]
- 瞬間の流レ星（2018）製作総指揮、総監督
- たまえのスーパーはらわた（2018）制作プロデューサー
- 冷たいキス（2018）制作プロデューサー
- 透子のセカイ（2019）制作プロデューサー[17]
- ルーツ（2019）プロデューサー[18]
- この街と私（2019）プロデューサー[19]
- 逆位置のバラッド（2019）プロデューサー[20]
- ペルセポネーの泪（2021）制作プロデューサー、監督[21]
- 永遠の1分。（2022）制作プロデューサー[22]
- 風の中のピアノ（2022）制作プロデューサー[23]
- 色彩 SHIKI SAI（2022）製作総指揮、監督[24]
- 絆のものがたり 心と心を結ぶもの（2023）制作プロデューサー[25]
- 信州ドッキリ大作戦（2023）制作プロデューサー、監督[26]
- お屋敷の神さま（2024）監督[27]

## ディスコグラフィ

### シングル
|     | 発売日         | タイトル                      | 規格品番 |
| --- | -------------- | ----------------------------- | -------- |
| 1st | 2012年7月25日  | NAKAMA                        | BZCD-001 |
| OST | 2012年8月15日  | 魔法のチカラ w/z 影山ヒロノブ | BZCD-005 |
| 2nd | 2012年11月14日 | たいせつなひと                | EZCD-011 |
| 3rd | 2014年2月19日  | Life goes on／相思相愛        | BZCD-043 |
| 4th | 2014年7月30日  | でかけよう、君と。            | BZCD-071 |

### 配信限定シングル
|     | 発売日         | タイトル   |
| --- | -------------- | ---------- |
| 1st | 2013年12月18日 | Holy Light |

### アルバム
インディーズ
|     | 発売日        | タイトル                  | 規格品番 |
| --- | ------------- | ------------------------- | -------- |
| 1st | 2013年9月18日 | 感恩報謝 -KAN ON HOU SHA- | BZCD-027 |

メジャー
|     | 発売日        | タイトル   | 規格品番 |
| --- | ------------- | ---------- | -------- |
| 1st | 2016年7月15日 | 碧のチカラ | WQCQ-660 |

## タイアップ
| 曲名                                                     | タイアップ |
| -------------------------------------------------------- | --- |
| NAKAMA 〜想いはひとつ〜 feat. Seitaro Ohno（大野勢太郎） | FM NACK5パワーセレクション |
| タンス feat. 末延麻裕子                                  | 古舘プロジェクト『TAN-SU』テーマソング |
| キミと花火 feat. ヒナタジュン                            | エルシーブイ『諏訪湖祭湖上花火大会』イメージソング |
| 魔法のチカラ                                             | 日本テレビ系列テレビ岩手『鉄神ガンライザー』イメージソング                                                                                              |
| たいせつなひと                                           | 映画『たべんさい 〜広島・ラーメン物語〜』主題歌 |
| 奇跡のひかり                                             | ・エルシーブイ『諏訪湖祭湖上花火大会』イメージソング ・INC長野ケーブルテレビ番組『信州ガールズの無茶するしない?』内ドラマ「SWITCH ON 桜」OPテーマソング |
| with you                                                 | Ustream番組『ゆるゆるテレビ』テーマソング |
| ありがとう。ふるさと                                     | ヌーベル梅林堂タイアップソング |
| 相思相愛                                                 | 第一興商カラオケDAMタイアップソング |
| Life goes on                                             | FM NACK5パワーセレクション |
| でかけよう、君と。                                       | ・下諏訪町観光協会 公認 観光ソング ・TOKYO FMパワーオンエア ・エルシーブイ『Gendy散歩』テーマソング                                                     |
| 信州のうた                                               | ・信越放送『3時は!ららら♪』エンディングテーマ ・長野県応援ソング                                                                                        |
| ナチュラル                                               | TOKYO FMBrand-New Song＆パワープッシュ・オンエア |
| 幸せの在処                                               | 読売テレビ『キューン!』10月度エンディングテーマ |

## 出演

### テレビ
過去のレギュラー出演
- すわSPA！～温泉のススメ～（ケーブル4K、2017年 - 2021年）[33][34]ナレーション担当[35]

### CM
- 本久 終わらない挑戦篇（2018年 - ）テーマソング、ナレーション[36]
- 共進 ともに未来へ篇（2024年 - ）テーマソング[37]

### ラジオ
レギュラー出演
- スワンダフル（SBCラジオ、2018年 - ）[38]
- 徳井青空のPLUMディープランド（SBCラジオ、2022年 - ）[39]
- 諏訪湖カレイドスコープ（エルシーブイFM769、2023年 - ）月曜日[40]

過去のレギュラー出演
- いい朝7時（エルシーブイFM769、2014年 - 2018年）[40]
- 諏訪湖ラジオランチ（エルシーブイFM769、2014年 - 2023年）[40]